# Bergbau in Sambia

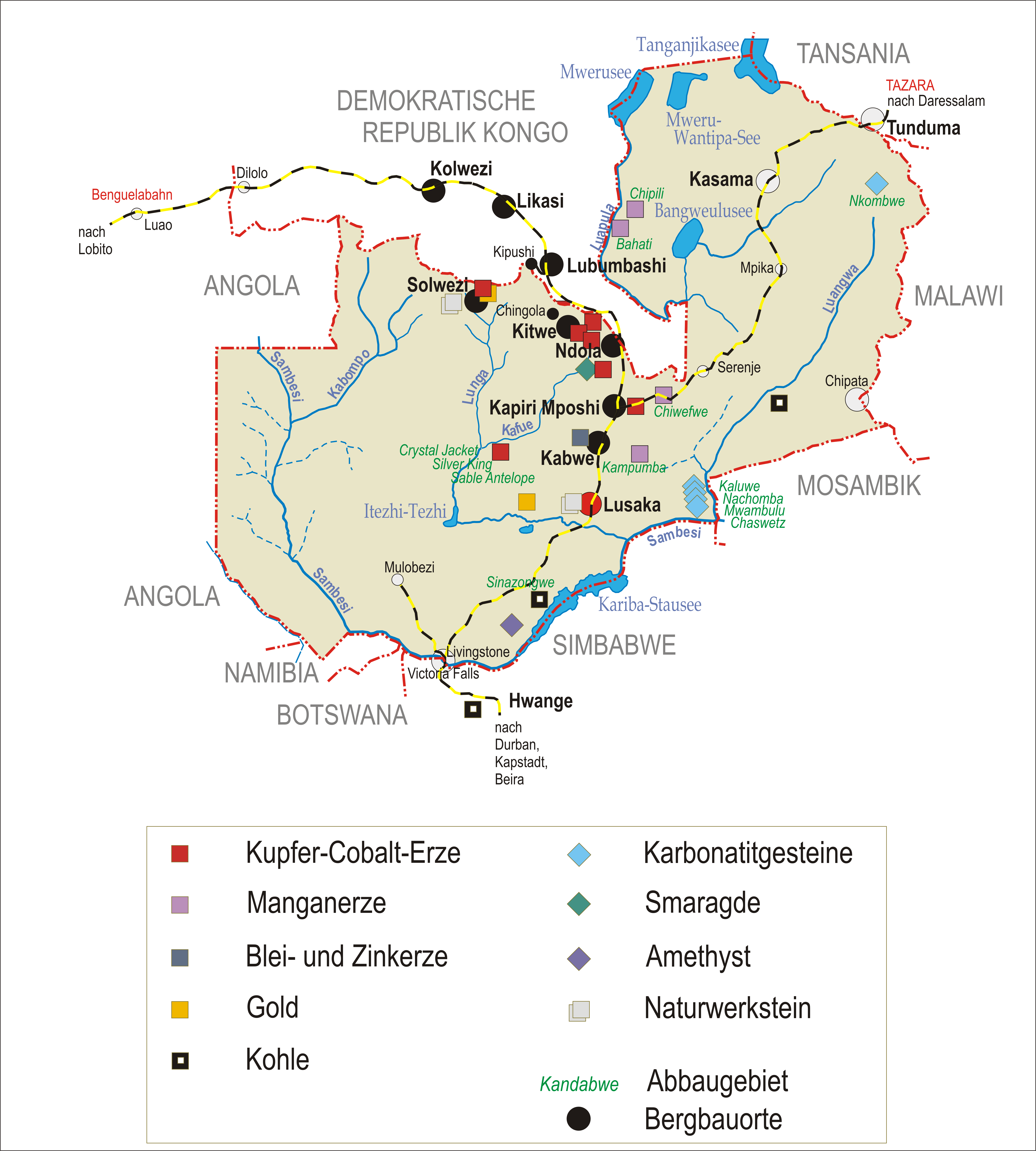
Übersichtskarte mit den wesentlichen Bergbauzentren in Sambia

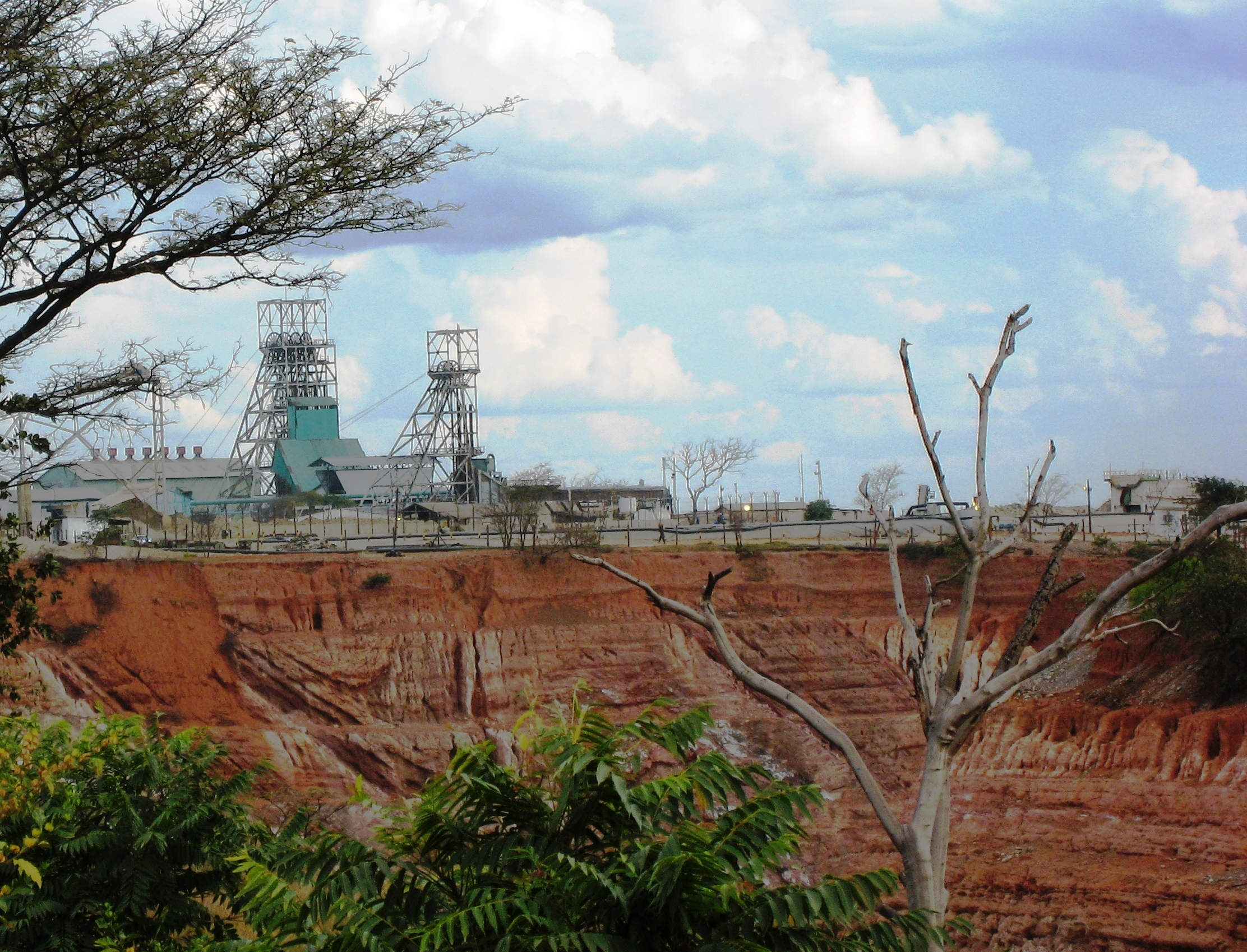
Tage- und Untertagebergbau in Kitwe

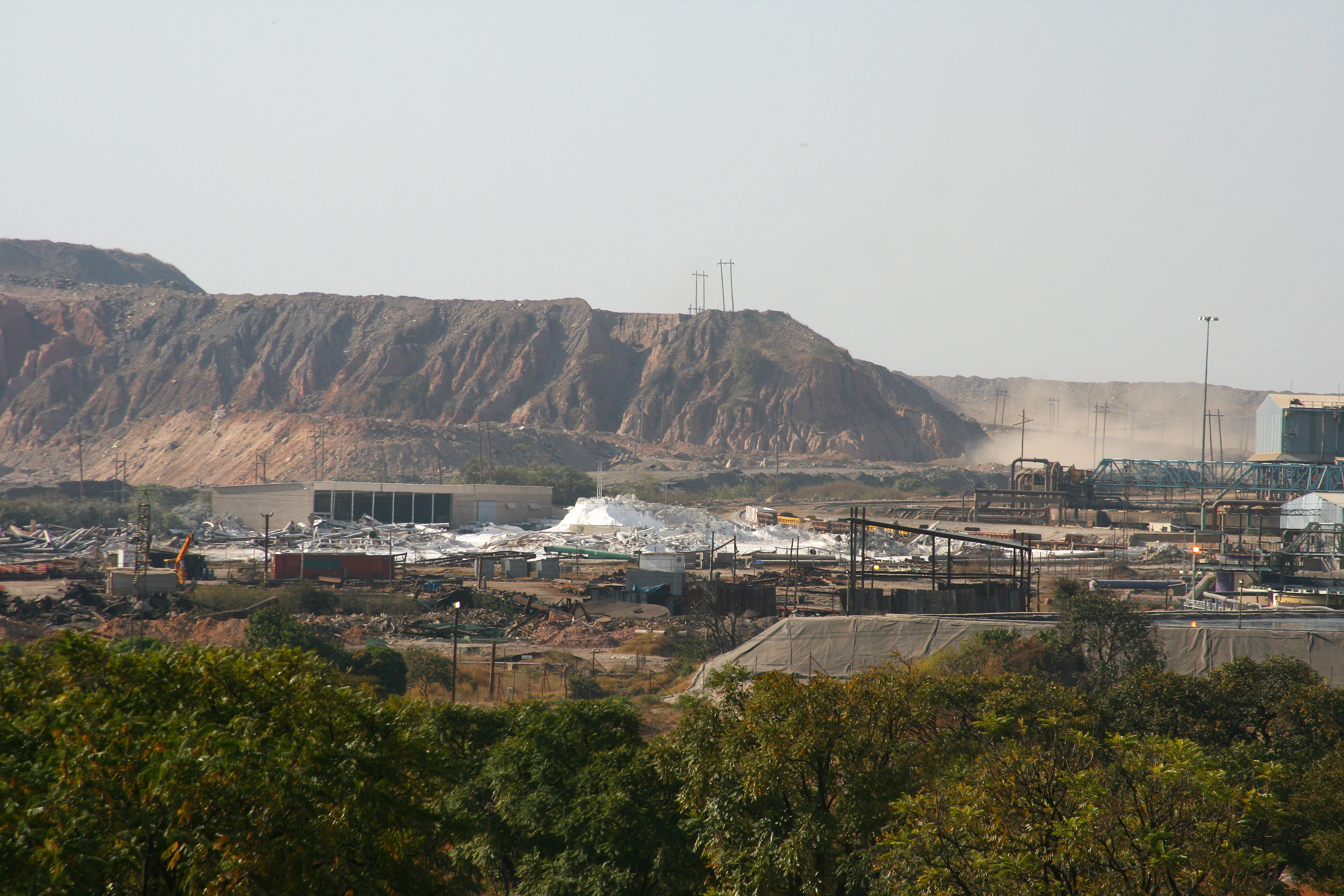
Bergwerksanlagen der Nchanga-Mine bei Chingola (2008)

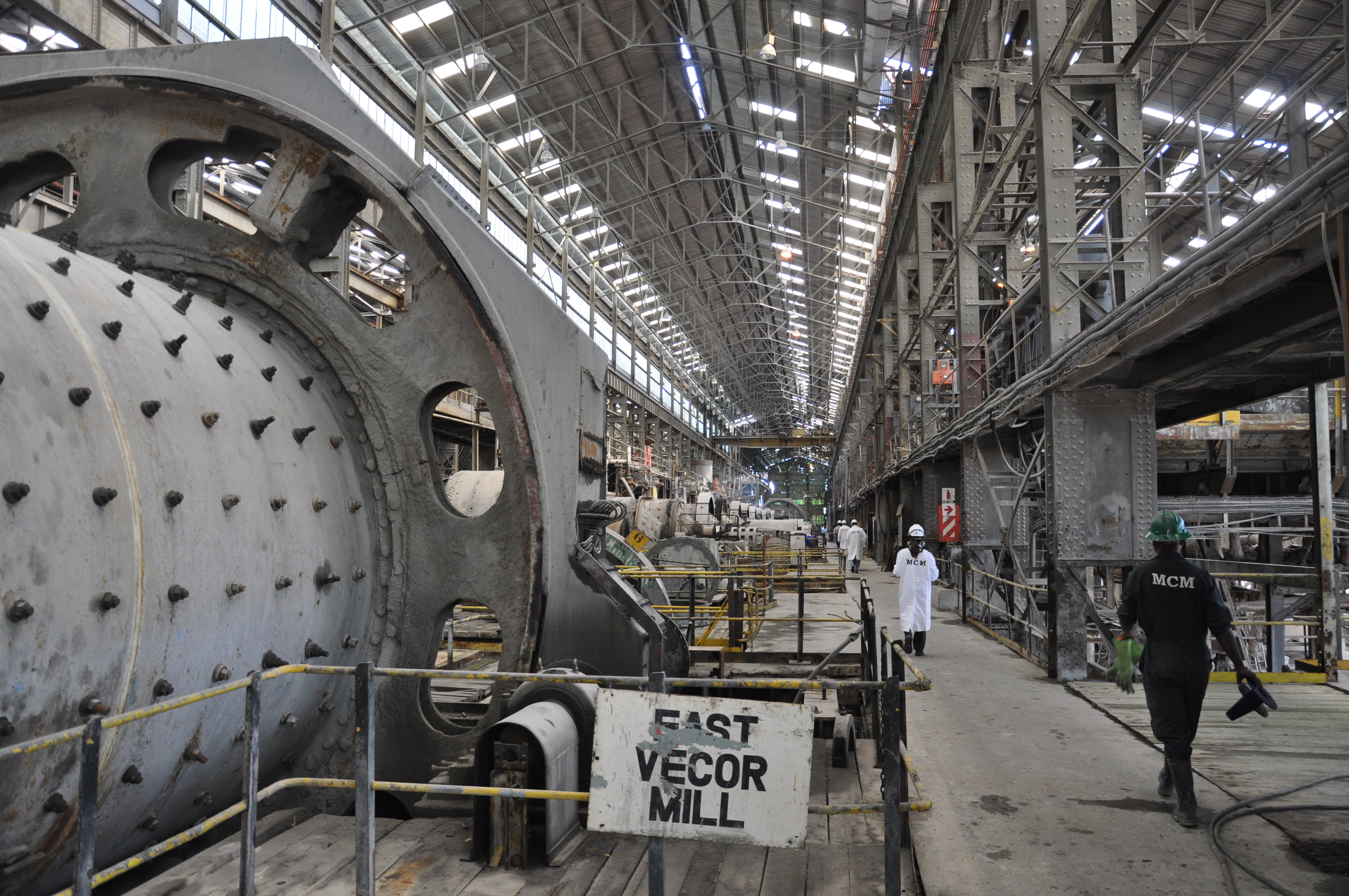
Mechanische Erzaufbereitung der Mopani-Mine

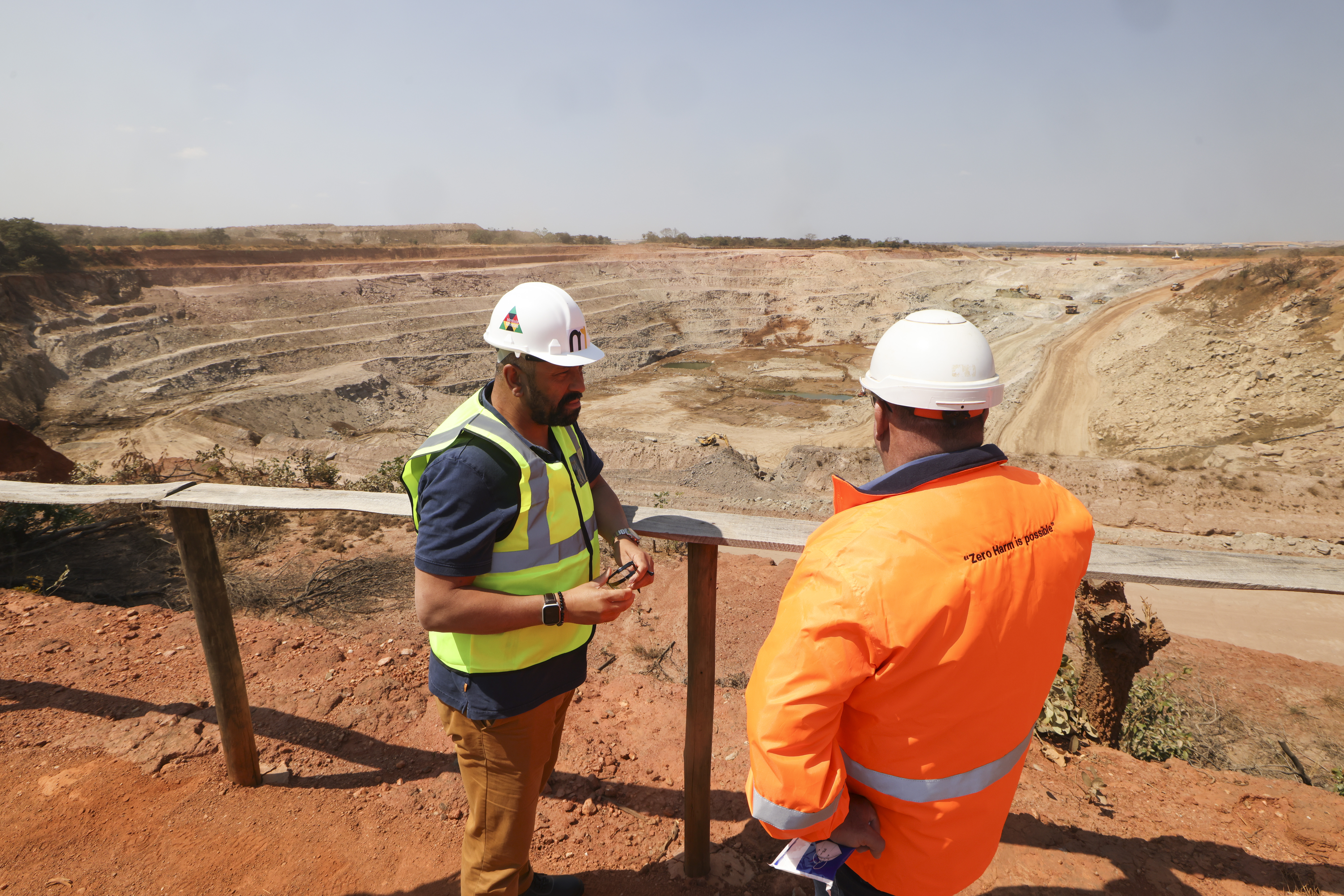
Tagebau auf Kupfererz, Mimbula-Mine in Ndola (2023)

Der Bergbau in Sambia bildet den wichtigsten exportwirtschaftlichen Sektor des im Südlichen Afrika liegenden Binnenstaates Sambia. Das Land ist aufgrund der ausgedehnten Erzlagerstätten im Copperbelt einer der bedeutendsten Produzenten für Rohprodukte aus Kupfer und Cobalt in Afrika und zusammen mit der benachbarten kongolesischen Region Katanga eine der weltweit größten Bergbauregionen für diese Rohstoffe.
Der montanhistorischen Entwicklung entsprechend erhielt das im Norden des Landes liegende Industrierevier des Kupferbergbaus die Bezeichnung „Copperbelt“ (deutsch Kupfergürtel). Es dominiert mit seiner Wirtschaftskraft und entsprechenden Infrastruktur das Land. Andere Bergbaustandorte Sambias haben nicht diese Bedeutung erlangt. Ursprünglich lag diese Region in der Western Province, die später in Copperbelt Province umbenannt wurde. Hier befinden sich die Städte Chingola, Chililabombwe, Kalulushi, Kitwe, Luanshya, Mufulira und Ndola. Die Erkundung weiterer Lagerstätten westlich dieser Region erbrachte neue Kenntnisse und es entstanden weitere Bergbaustandorte in der benachbarten Nordwestprovinz, wie die Kansanshi mine in Solwezi sowie die Sentinel Copper Mine und die Enterprise nickel mine. Dieses Gebiet wird mitunter als „New Copperbelt“ bezeichnet.

## Öffentliche und privatrechtliche Strukturen
Als zweitgrößter Kupferproduzent Afrikas ist Sambia volkswirtschaftlich erheblich von seinem Bergbausektor abhängig, der im Jahr 2022 72 % der gesamten Exporterlöse und 44 % der Staatseinnahmen erbrachte. Dieser Bergbau hat innerhalb des Landes einen weitverzweigten Einfluss auf andere Sektoren.
In der Regierung Sambias ist das Ministry of Mines and Minerals Development (deutsch etwa: „Ministerium für Bergbau und Rohstoffentwicklung“) für den Bergbausektor verantwortlich. Es hat seinen Sitz in der Hauptstadt Lusaka. Das Ministry of Commerce, Trade and Industry (deutsch etwa: „Ministerium für Gewerbe, Handel und Industrie“) führt über den verarbeitenden Sektor die staatliche Aufsicht (Stand 2019). Die gesetzliche Grundlage für den Bergbau bildet der Mines and Mineral Development Act of 2015 (Act No. 11), der das vorherige Berggesetz von 2008 ablöste.
Die sambische Regierung hält über ihre Beteiligungsgesellschaft ZCCM Investments Holdings Plc. (ZCCM-IH; d. h. Zambia Consolidated Copper Mines-IH) in fast allen Bergbauunternehmen Minderheitsanteile und ist dadurch der größte Anteilseigner in der sambischen Bergbauindustrie.
Zu den wichtigsten industriellen Institutionen des Bergbaus im Land zählt die Bergbaukammer von Sambia (Zambia Chamber of Mines). Sie wird von einem Direktorium (Council) unter Vorsitz eines Präsidenten geleitet. Aktuell (Mai 2024) wird diese Funktion von Godwin Mooba Beene (von First Quantum Minerals Ltd.) ausgeübt. Die Bergbaukammer wurde 1942 als Northern Rhodesia Chamber of Mines of Zambia gegründet und 1965 in Copper Industry Services Buereau (CISB) umbenannt. Nach dem mehrjährigen Privatisierungsprozess im Bergbausektor wurde die Zambia Chamber of Mines (ZCM) im Jahre 2000 wiedererrichtet.
Sie ist Mitglied der auf Initiative der SADC-Mitgliedsstaaten im Jahre 1998 gegründeten und in Rosebank, Johannesburg (Südafrika) ansässigen Mining Industry Association of Southern Africa / MIASA (deutsch: „Vereinigung der Bergbauindustrie des Südlichen Afrikas“).

## Geopolitische Aspekte des Bergbaus

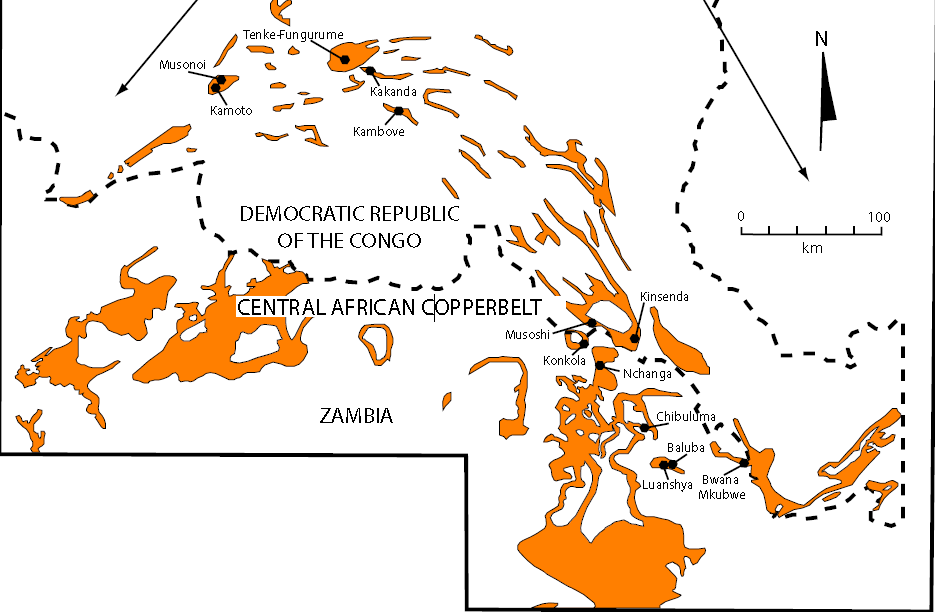
Kupfererzlagerstätten im Copperbelt

Die Lage Sambias als Binnenstaat hat zur Folge, dass Exportgüter der Montanwirtschaft über Nachbarstaaten hinaus durch deren Territorium hindurch erfolgen müssen. Das erzeugt logistische und politische Unsicherheiten, denen mit entsprechenden Transitvereinbarungen vorgebeugt wird. Im Falle der Massengüter aus den Bergbauzentren sind leistungsstarke Straßen- und Schienenverbindungen erforderlich, um diese zu den Häfen am Atlantik und Indischen Ozean zu bringen. Das hat bereits in der kolonialgeschichtlichen Periode des Landes unter dem Colonial Office in London eine dahingehende Eisenbahnentwicklung veranlasst.
Der für den Export des Kupferbergbaus erforderliche Schienenverkehr ist über die Nachbarländer Angola, Demokratische Republik Kongo (zuvor Zaire), Simbabwe (zuvor Südrhodesien, Rhodesien), Tansania und Mosambik möglich, jedoch von unterschiedlichen Faktoren in den Ländern beeinflusst.
Die älteste Straßen- und Schienenverkehrslinie für den Transport von Bergbauprodukten aus dem Copperbelt und benachbarten Bergbauregionen verlief von diesen kommend in Richtung Süden über Südrhodesien (Simbabwe) nach Südafrika. Entsprechend den Plänen der British South Africa Company war auf dem Kontinent Afrika eine Nord-Süd-Eisenbahnstrecke geplant (Kap-Kairo-Bahn). Diese von Südafrika und in Südrhodesien über Bulawayo und Wankie verlaufende Strecke auf dem Gebiet von Nordrhodesien (Sambia) ursprünglich bis zum Tanganjikasee geführt werden. Die Ende des 19. Jahrhunderts sich hier häufenden Entdeckungen von Kupfererzen (1899 in Kansanshi) und die zahlreichen Funde zwischen Kabwe und Ndola sowie im angrenzenden belgischen Kolonialgebiet Katanga bewirkten eine Umplanung der Eisenbahnentwicklung. Nun richtete sich der Streckenausbau von der nordrhodesischen Grenze bei Livingstone, der ehemaligen Hauptstadt der britischen Kolonie Nordrhodesien, über Broken Hill (Kabwe) in das sich neu entwickelnde Kupfererzbergbaugebiet an der Grenze zu Belgisch-Kongo. An diesem als „Line of Rail“ bezeichneten Verkehrskorridor entstanden in Nordrhodesien (Sambia) zahlreiche Ortschaften, wozu auch Lusaka zählt. Die sich zum wirtschaftlichen Rückgrat entwickelnde und hier 800 Kilometer lange Eisenbahnstrecke wird seit 1964 von Zambia Railways betrieben.
Kurz nach der staatlichen Unabhängigkeit Sambias (24. Oktober 1964) kam es zu wachsender Einschränkung auf den Transportrouten über Rhodesien nach Mosambik (Hafen in Beira), weil Südrhodesien durch seine einseitige Unabhängigkeitserklärung (1965, nun Rhodesien) den Rhodesienkonflikt auslöste und in eine international angespannte Lage kam. UN-Handelsrestriktionen wirkten sich störend auf die Außenhandelsbeziehungen mit Sambia aus. Ein Export auf Straße und Schiene über Livingstone zu geeigneten Auslandshäfen über Salisbury (heute Harare) nach Mosambik sowie über Bulawayo nach Südafrika war zeitweilig nicht mehr möglich. Daher gewannen der Bau und die Aufrechterhaltung von anderen Transitwegen in der Politik Sambias deutlich an Gewicht. Im Zuge dieser zwangsläufigen Neuorientierung kam es zum Bau der von China finanzierten TAZARA-Eisenbahn (1970–1975) und des Tanzam Highway (1968–1973) nach Tansania zum Hafen in Daressalam. Die Binnenlage von Sambia und das Bedürfnis nach sicheren Transportwegen haben später wieder dazu geführt, dass die Exportgüter des Kupferbergbaus auf den Straßen zum südafrikanischen Hafen in Durban gelangten. Es besteht in jüngerer Zeit der Wunsch, diesen Gütertransport auf die Schiene zu verlegen. Gut ausgebaute Fernstraßen in Sambia hatten den LKW-Transport jedoch erleichtert. Investitionen zur Verbesserung des Eisenbahnnetzes von Sambia wurden seit 2013 in Aussicht gestellt.

## Wichtige Bodenschätze

### Schmucksteine
Im Jahr 2019 wurden in Sambia 1.104.372 kg Amethyst, 8300 kg Beryll, 15.400 kg Smaragd und etwa 12.000 kg Turmalin gewonnen. Dabei erzielte die Gemfields Group Ltd. aus Guernsey, die Eigentümerin von den Bergwerken Kagem und Mbuva-Chibolele, ein Ergebnis von 8920 kg Smaragd und Beryll. Im selben Jahr konnte durch die Grizzly Mining Ltd. ein 50 kg wiegender Smaragdkristall geborgen werden, der weltweit schwerste bisher bekannte Fund dieses Minerals.
- Amethyst

Amethyst wird in den Mwakambwiko Hills unweit des Karibasees gewonnen, wo er als Folge tektonischer Ereignisse in Form von Adern und in Erzkörpern der dort liegenden Karoo-Strukturen vorkommt. Es gibt artisanalen Abbau und ein größeres Bergwerk, die Kariba-Mine im Mapatizya-Gebiet (Kalomo-Distrikt, Südprovinz).
- Smaragd

Sambia ist für seine weltweit bedeutenden Vorkommen von dunkelgrünen Smaragden (eine Beryll-Varietät) bekannt, die in der Ndola Rural area zu finden sind. Sie werden in Lagerstätten am Südrand des Copperbelt seit 1970 aus den dort auftretenden Pegmatitstrukturen gewonnen. Die Lufwanyama-Mine wird von Grizzly Mining Ltd. betrieben und Kagem Mining Ltd. hat zwei Gewinnungsorte.

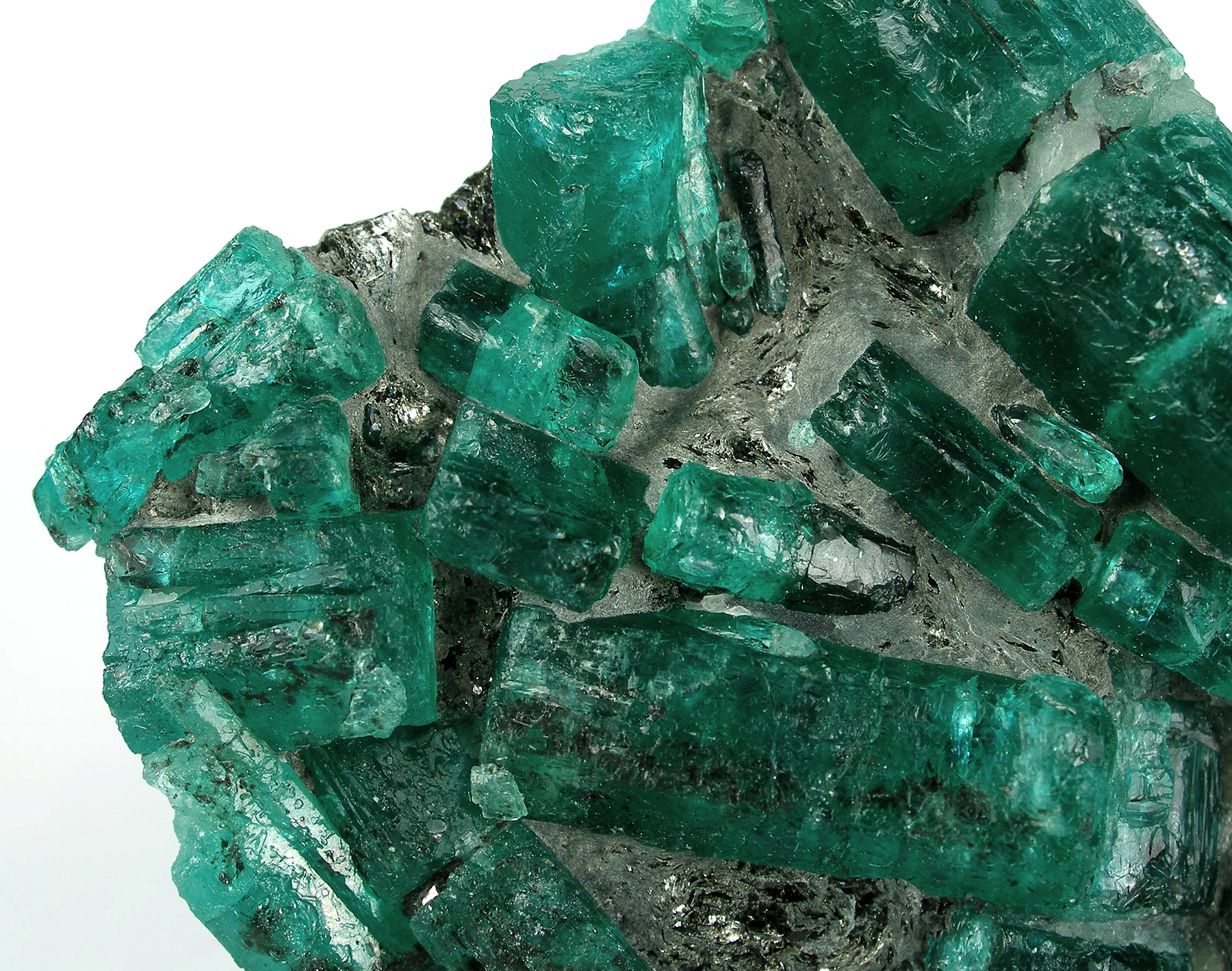
Smaragdstufe aus der Kagem Emerald Mine bei Luanshya
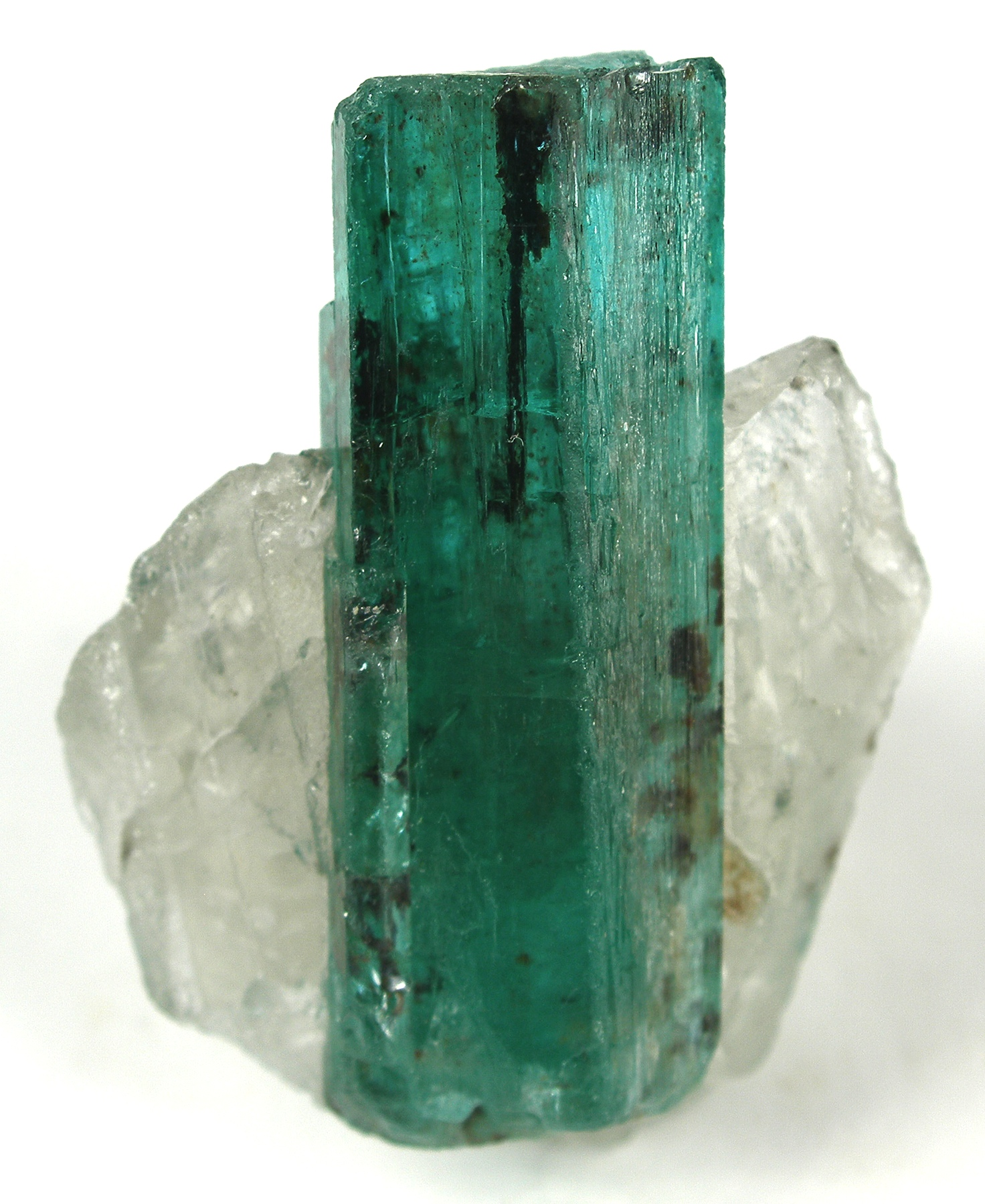
Smaragd-Einzelkristall mit Quarz

- weitere Schmucksteine

Im Osten von Sambia, bei Lundazi und Nyimba, treten Pegmatite auf, aus denen man Aquamarin und Turmaline gewann.

### Energierohstoffe
- Kohle

Bedeutende Kohlebergwerke gibt es im Distrikt Sinazongwe der Südprovinz.
Die Steinkohlevorkommen sind Bestandteil der Ecca-Serien (Gwembe Coal Formation, Perm) in der Karoo-Supergruppe und erstrecken sich im Mittellauf des Sambesi (Flözstärke 5 bis 12 m), sowie im Umfeld der Täler des Luangwa und Luano. Zur Erkundung diesbezüglich abbaubarer Lagerstätten wurde 1949 das Northern Rhodesian Coal Syndicate gegründet, das sich aus Vertretern der Kolonialverwaltung Nordrhodesiens, der British South Africa Company und den wesentlichen Kupferbergbausyndikaten zusammensetzte. In den Jahren 1950 bis 1960 wurden umfangreiche Erkundungsmaßnahmen mit geologischer Kartierung in einem Gebiet beginnend westlich von Lusaka bis zur Grenze mit dem damaligen Südrhodesien bei Livingstone sowie in der Luano-Talregion unternommen.
Der Kohlebergbau von Sambia erfolgt seit 1967 in kontinuierlicher Förderung. Dabei kommt aktuell (2024) die Hauptmenge aus dem Tagebau Maamba coal mine (Nava-Bharat-Konsortium, 65 %) im „Siankondobo coalfield“ (Distrikt Sinazongwe) unweit des Karibasees.
- Uran

Pechblendevorkommen gibt es in Sambia in verschiedenen geologischen Verhältnissen, in denen jedoch gegenwärtig (2024) kein Abbau stattfindet. In den Jahren 1957–59 hat die Nkana-Mine zeitweilig 120 Tonnen Uranerz abgebaut. Es gab Erkundungen weiterer Uranerzlagerstätten. Im Jahre 2010 erfolgten luftgestützte radiometriegestützte Erkundungen im Norden von Sambia (Northern Luangwa Valley project), womit das Unternehmen African Energy Resources Pty. Ltd. signifikante U-Gehalte in Karoo-Sedimenten feststellte. Dieselbe Firma übernahm in 2011 Firmenanteile von der australischen Albidon Ltd. und bekam dadurch aus dem bisherigen Jointventure das „Uranprojekt Cirundu“ und Erkundungsergebnisse im Kariba-Tal vollständig in sein Portfolio.

### Metallrohstoffe
- Cobalt

Die bergbauliche Gewinnung von Cobalterzen ist untrennbar mit dem Kupferbergbau im Copperbelt verbunden. Die höffigen Vererzungen konzentrieren sich in meta-sedimentären Gesteinseinheiten (Lower Roan Subgroup) der neoproterozoischen Katanga Supergroup. Das sind metamorphisierte und verzerrte Einheiten des Lufilian-Bogens. Zu den bergbaulich bedeutsamen Mineralen in diesen Lagen gehören Pyrit, Chalkopyrit, Bornit, Chalkosin, Digenit, Linneit und Carrollit.
- Eisenerz

In Zentral- und Westsambia liegen beträchtliche Eisenerzvorkommen, die hauptsächlich als sedimentäre Formationen der unteren Katanga Mine Series vorhanden sind. Die Gesamtressourcen belaufen sich nach vorläufigen Schätzungen auf mehr als 900 Mio. Tonnen mit einem Eisengehalt von etwa 50 %, wobei einige Einzelvorkommen bis zu 200 Mio. Tonnen umfassen.
- Gold

In Sambia sind mehr als 300 Goldvorkommen bekannt, von denen die meisten nicht in Abbau stehen. Zu den wichtigsten historischen Produzenten gehörten Dunrobin (990 kg) und Matala (225 kg) im Mumbwa-Gebiet, Jessie (390 kg) im Rufunsa-Gebiet und Sasare (390 kg) im Osten Sambias. Das Unternehmen Reunion Mining eröffnete 1997 erneut den Bergwerksstandort Dunrobin und erzeugt im Tagebaubetrieb mit Haufenlaugung 50 kg Gold pro Monat. Die Kansanshi-Mine von der kanadischen First Quantum Minerals Ltd. erzeugte im Jahre 2019 als einziges operierendes industrielles Goldbergwerk 4522 kg dieses Edelmetalls. Daneben waren nur kleinere artisanale Betriebe in Aktion.
- Kupfer

Kupfervorkommen von Sambia wurden seit etwa 1900 näher untersucht. Die Kenntnisse über ihre enorme Ausdehnung im Copperbelt wuchsen mit systematischen Erkundungen zwischen 1926 und 1931. Nach geologischen Gesichtspunkten sind sie Bestandteil der großen geologischen Struktureinheit Lufilian-Bogen. In geographischer Hinsicht erstrecken sich die sambischen Vorkommen in den Provinzen Copperbelt und Nordwestprovinz.
Durch die Preisentwicklung am Weltmarkt und das Wissen über die Lagerstättensituation kam es in der Region erst in den 1930er Jahren mit der Eröffnung der Roan-Antelope-Mine (Luanshya, 1931) zu einem Abbau im größeren industriellen Maßstab. Es folgten die Bergwerke von Nkana (1932), Mufulira (1933) und durch einen Preisverfall des Kupfers am Weltmarkt etwas später Nchanga (1939). Nach dem Zweiten Weltkrieg folgten weitere Eröffnungen von Bergwerken, wie die Chibuluma mine (1955) bei Kalulushi und die Bancroft mine (1959) bei Bancroft.
Als Begründer dieser nordrhodesischen Bergbauindustrie gelten die Rhodesian Selection Trust Ltd. (RST) und der rhodesische Ableger der Anglo American Ltd. (AAC.) Zwischen 1927 und 1929 entstand für das Gebiet der Nkana Concession (Gebiet um Kitwe) eine geologische Karte. Joseph Austen Bancroft leitete diese Erkundungen und Kartierungen, die er später auf das Nchanga-Gebiet erweiterte.
Im Jahre 1969 begann Sambia durch Verstaatlichung schrittweise große Teile des Bergbausektors, wobei mittels der staatlichen Mining Development Corporation (MINDECO) eine Anteilsmehrheit von 51 Prozent an den bestehenden Unternehmen angestrebt wurde. Entsprechende Bestrebungen hielten bis 1973 an. Die spätere Re-Privatisierung war ein Prozess, der sich von 1991 an über mehrere Jahre erstreckte.
Vor der Privatisierung lag der Kupferbergbau hauptsächlich in der Zuständigkeit der Zambia Consolidated Copper Mines (ZCCM), die zehn Bergwerke, drei Schmelzhütten, zwei Raffinerien und eine Abraumbehandlungsanlage betrieb. Die Eigentümeranteile der ZCCM verteilte sich zwischen der Zambia Industrial and Mining Corporation (60,3 %), der ZCI Holdings (einer anglo-amerikanischen Tochtergesellschaft, 27,2 %), der RST International (7,0 %) und des Staates (5,5 %).
Die Kupfer-Kobalt-Mineralisation ist schichtgebunden und tritt in Areniten, Schiefern und Karbonatgesteinen der unteren Katanga Mine Series Group auf. Die riesigen Vorkommen erstrecken sich als Hangendes über dem Basement bis in den Westen des Landes.
- Mangan

Für den Manganbergbau ist die Region um Kabwe (früher Broken Hill) bekannt. Seit den 1930er Jahren baute man hier Manganerz ab, das zunächst als Hilfsstoff zur Reduktion in elektrolytischen Verhüttungsprozessen für die Extraktion von Zink aus oxidischen Erzrohstoffen eingesetzt wurde. Etwas weiter östlich von diesem Ort ist bei Kampumba ein weiteres mit Eisenerz vergesellschaftetes Vorkommen (hauptsächlich Psilomelan) erschlossen. Eine weitere Manganerzlagerstätte gibt es in der Umgebung der Stadt Mansa in der Provinz Luapula, wo auch neue Gewinnungsarbeiten in Gang sind, so im Chipili-Distrikt.
- Nickel

Orthomagmatische Nickelvorkommen sind in den Grundgebirgseinheiten östlich und südlich von Lusaka entdeckt worden, darunter eines unweit der Mpala-Schlucht. Dabei könnte es sich um einen tektonisch überformten Rest des Great Dyke von Simbabwe handeln. Im Jahre 2019 ging die Munali-Mine wieder in Betrieb. Das zur britischen Consolidated Nickel Mines Ltd. gehörende Bergwerk erbrachte in diesem Betriebsjahr 3000 Tonnen Nickelerzkonzentrat.
- Platingruppenmetalle

Im Verhüttungsprozess des Kupferbergbaus werden als Nebenprodukt kleine Mengen von Metallen der Platingruppe erzeugt.
- Zink und Blei

Die Zink-Blei-Lagerstätte von „Broken Hill“ (heute Kabwe) war das erste größere Prospektionsvorhaben in Nordrhodesien, was auf den in 1902 gemachten Erkundungen von T. G. Davey beruht, der zu dieser Zeit beratender Ingenieur der Rhodesia Copper Company war. Bis zur Entwicklung der großen Kupferbergbauindustrie (1930er Jahre) des Copperbelt blieb die Rhodesian Broken Hill Development Company das einzige Bergbauunternehmen in der zentralen Region des heutigen Sambia. Davey entdeckte in einer weitgehend flachen Landschaft in den aus ihr herausragenden und der Witterung widerstehenden „Kopjes“ (Hügelkuppen) wirtschaftlich verwertbare Aufschlüsse von Zinkerzen. Von anderen wurden sie als quarzhaltige Eisensteinvorkommen angesehen, aber Davey, der mit den australischen Vorkommen im dortigen Broken Hill vertraut war, erkannte ihre tatsächliche mineralische Natur. Die Bleiproduktion begann hier 1915 aus dem Mineral Cerussit, später wurde die Bleigewinnung aus der abgebauten karbonatischen Erzparagenese von der des Zinks abgetrennt. Als Nebenprodukt wurde auch Vanadium gewonnen.
Das Karbonatgestein steht im Übergang der lithostratigraphischen Einheiten Lower Roan und Upper Roan, deren Schichtenfolge mit Pb-Zn-Gehalten auch im Copperbelt auftreten.

### Verschiedene Industrieminerale

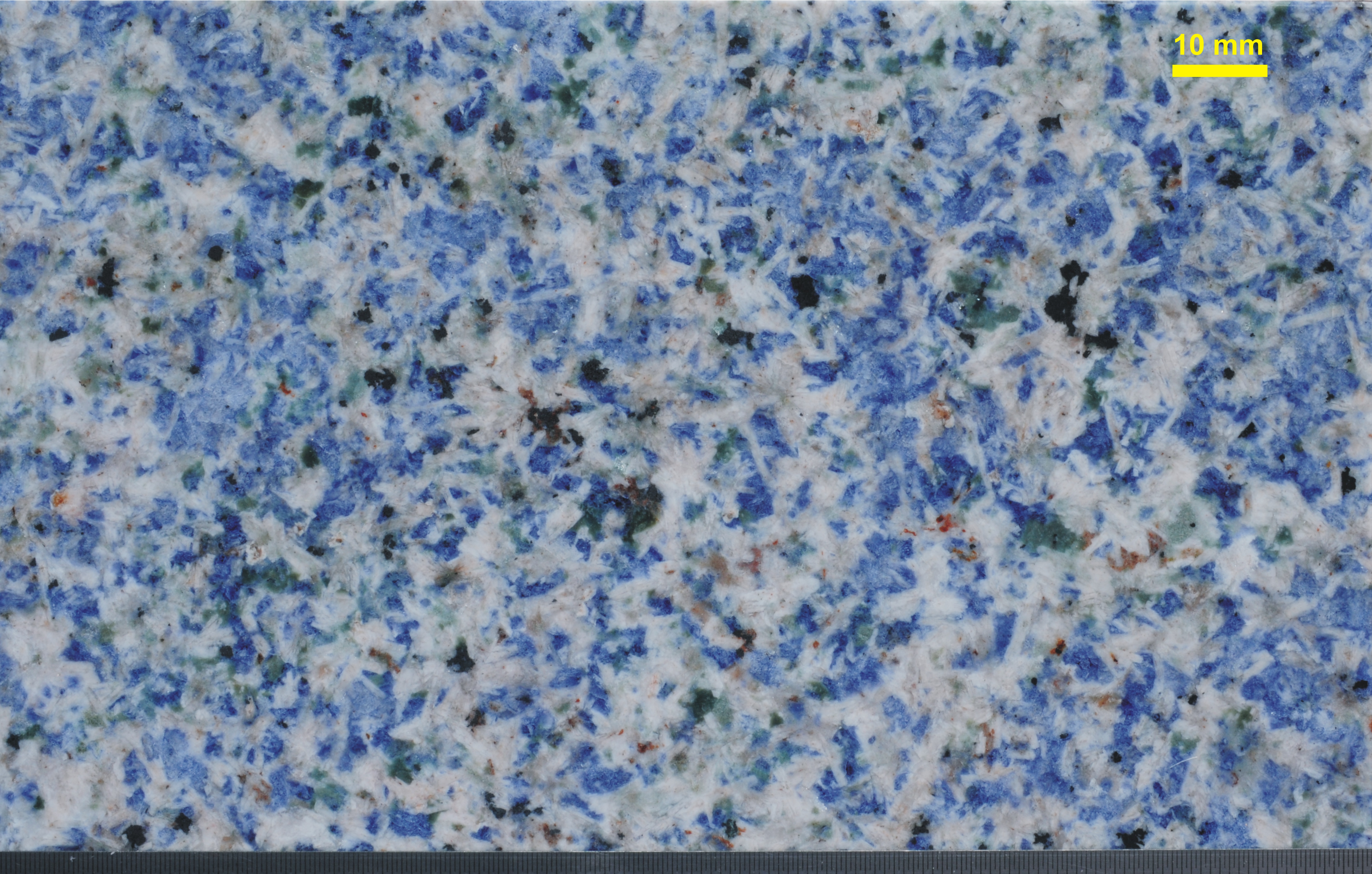
Naturstein Blue King

In Sambia werden für die lokale Industrie zahlreiche Industrieminerale abgebaut oder sind als Vorratslagerstätte erkundet. Darunter fallen Feldspat (Shipingu, bei Kapiri Mposhi) für die keramische Industrie, Quarzsand (Kapiri Mposhi) für die Glasindustrie, Talk (bei Lusaka) für die pharmazeutische Industrie, Schwerspatvorkommen sind bekannt, Apatit als Phosphatrohstoff (Chilembwe, unweit von Petauke), Kalksteine verschiedener Art (Umgebung von Lusaka und bei Ndola) für unterschiedliche Zwecke, und Tone (im gesamten Land) für die handwerkliche Ziegelproduktion.
Natursteinvorkommen gibt es in Sambia an zahlreichen Orten, nur wenige wurden und werden überregional genutzt. Ein himmelblaues sodalithreiches Syenitvorkommen etwa 66 Kilometer westlich von Solwezi, dessen Gestein (Handelsname Blue King oder Mukumbi Syenite) seit etwa 1993 in Europa im Handel in Erscheinung trat, zählt zu den weltweit ungewöhnlichsten Naturwerksteinen. Am westlichen Stadtrand von Lusaka gewinnt man weißen Marmor (Handelsnamen: Rosa West und Bianco Silver Gold) für den in- und ausländischen Markt. Ein grauer Kalkstein mit dem Handelsnamen Chilanga Marble wird in zwei Steinbrüchen südlich von Lusaka abgebaut. Etwa 10 Kilometer nördlich von Kafue bricht man einen dunkelgrau gebänderten Kalkstein (Handelsname Shimabala Marble). Nordwestlich von Lusaka wurde ein heller Granit gebrochen.

## Aktive Unternehmen im Kupferbergbau
Im Kupferbergbau Sambias sind aktuell im Wesentlichen 12 größere Unternehmen aktiv (Stand 2023, Hauptanteilseigner in Klammer):
- CNMC Luanshya Copper Mines Plc (NFC Africa Mining)[1]
- Chambishi Metals Plc (Eurasian Natural Resources Corporation, Hauptsitz in London)[1]
- Chambishi Copper Smelting Company (China Non-ferrous Metal Mining Group)[1]
- Chibuluma Mines Plc (Metorex von üdafrika, Eigentümer ist Jinchuan Group, China)[1]
- Kalumbila Minerals Limited
- Kansanshi Mining Plc
- Konkola Copper Mines Plc
- Lubambe Copper Mine Limited (African Rainbow Minerals von Südafrika und Vale von Brasilien)[1]
- Lumwana Mining Co. Limited
- Mimbula Minerals Copper (Moxico Resources plc)[37]
- Mopani Copper Mines Plc
- NFC Africa Mining Plc (China Non-ferrous Metal Mining Group)[1]
- Sino-Metals Leach Zambia Limited (China Non-ferrous Metal Mining Group)[1]

Zu weiteren kleinen Unternehmen zählen:
- Sable Zinc Kabwe (Glencore)
- Albidon (Jinchuan Group Resources, China)

Die staatliche ZCCM-IH hält starke Beteiligungen in folgenden Unternehmen (Stand 2016):
- 20 % bei Lubambe Copper Mine
- 15 % bei NFC Africa Mining
- 15 % bei Chibuluma Mines
- 10 % bei Chambishi Metals.

## Hüttenindustrie und Energiebedarf
Die Hüttenindustrie, als ein Zweig des Bergbaus bzw. der Montanindustrie, entwickelte sich parallel mit dem Kupferbergbau im Copperbelt. Der Schwerpunkt liegt dabei auf der Gewinnung von Rohkupfer und Cobalt in einem mehrstufigen Verfahren. Andere Metalle, wie Blei und Zink sowie wertvolle Legierungsmetalle, spielen im sambischen Bergbau eine untergeordnete Rolle. Der geographische Schwerpunkt der Hüttenstandorte liegt im Norden von Sambia an der Grenze zur Demokratischen Republik Kongo, die aufgrund geologischer Gegebenheiten eine ähnlich entwickelte Montanregion zwischen Kolwezi und Lubumbashi besitzt.
Im Bereich der Nkana-Mine entwickelte sich früh ein Zentrum der Verhüttung der Kupfererze, für ihr eigenes Erzausbringen und das weiterer Bergwerke, die Nchanga- und die Bancroft-Mine. Die dabei durchgeführten Verfahrensschritte beinhalteten eine trockene Aufkonzentration durch Flotation und andere Prozesse, eine Schmelzanlage sowie ein elektrolytisches Reinigungsverfahren (Kupferraffination). Hier wurde als Besonderheit der Verhüttung bereits früh auch Cobalt elektrolytisch abgeschieden, um es in metallischer Form zu erhalten. Die schwefelhaltigen Abgase der Schmelzanlagen werden in einer speziellen Anlage zur Herstellung von Schwefelsäure genutzt.
Der Kupferbergbau hat einen hohen Energiebedarf. Durch die elektrolytischen Prozesse in der Rohkupfergewinnung wird sehr viel Elektroenergie benötigt. Anfangs hatte jedes Bergwerk sein eigenes Kraftwerk, das mit Kohle betrieben wurde. Ende der 1940er Jahre waren die Kraftwerke in ein Verbundsystem eingetreten, so dass auch die Städte der Industrieregion mit Strom versorgt werden konnten. Die Kohle für die Kraftwerke kam mit der Eisenbahn aus dem südlich benachbarten Südrhodesien von den Gruben bei Wankie. In den 1950er Jahren erhielt das regionale Stromnetz eine Verbindung zum Wasserkraftwerk von Le Marinel im nördlichen Nachbarland Belgisch-Kongo. Mit dem weiteren Produktionsanstieg wuchs auch der Energiebedarf des Bergbausektors. Daher entschied man sich für die Errichtung eines Staudamms am Sambesi. Der zwischen 1955 und 1959 errichtete Staudamm des Karibasees versorgte nun seit 1960 mit seinem Kraftwerk auf der Südseite der Staumauer Abnehmer in Sambia und in Südrhodesien. Weiter steigender Energiebedarf in Sambia führte schließlich zu Staudamm- und Kraftwerksbauten am Kafue (Kafue-Talsperre, Itezhitezhi-Damm). Das Kraftwerk auf der Nordseite des Kariba-Staudammes mit vier Generatoren ging erst 1976/1977 in Betrieb. Für die Energieversorgung des gesamten Landes ist die Zambia Electricity Supply Corporation (ZESCO) zuständig. Der Bergbausektor erhält seine Elektroenergie über die Copperbelt Energy Corporation, die ein dafür geschaffener Regionalversorger ist.

## Umwelt und Mensch
Jeder Bergbau, besonders mit industriellen Dimensionen, wirkt sich als starker Impuls zur Schaffung von Arbeitsplätzen und zur Armutsbekämpfung, aber auch als komplexe Belastung auf die Umwelt- und Sozialbeziehungen seiner Umgebung aus. In einem Zeitraum von etwas mehr als 100 Jahren hat sich durch die intensive Kupfergewinnung eine große Menge an Abfallprodukten ergeben, die zu einem erheblichen Anteil aus Schlacken bestehen. Diese enthalten potenziell gefährliche Schadstoffe, beispielsweise Chromverbindungen. Solche Auswirkungen können noch lange nach Beendigung des Bergbaus anhalten. Für Lebensraum, Landwirtschaft und Infrastrukturen bilden Verunreinigungen mit Schwermetallen und säurebildende Agenzien eine hohe Belastung.
Neben den Kontaminationen in Boden und Wasser besteht eine starke Belastung durch die industrielle Luftverschmutzung. Die Hauptquellen sind Rauchgase aus Hüttenbetrieben und Staubentwicklungen im Bergwerksbetrieb sowie Stäube, die von aktiven und stillgelegten Abraumhalden aufgewirbelt zur Luftbelastung beitragen. Als häufigste Berufskrankheiten der Bergleute gelten Silikose und Tuberkulose. Durch die Prozesse in den Schmelzanlagen kommt zudem eine Freisetzung von Schwefeldioxid hinzu.
Die Stadt Kabwe ist einer der am schwersten von den toxischen Hinterlassenschaften des Bergbaus betroffene Ort in Sambia. Nach der Schließung des Bergwerks im Jahre 1994 blieben die Abraumhalden unsaniert und der Wind trug die schwermetallhaltigen Stäube in jegliche Richtungen, darunter auch zu den Stadtrandsiedlungen Chowa, Kasanda und Makululu. Dadurch entstand über Jahrzehnte hinweg eine erhebliche Blei-Kontamination der Böden und des Oberflächenwassers. Etwa 200.000 Einwohner sind unmittelbar betroffen. Dieses Metall wurde bei Untersuchungen im Blut von Kindern mit bedrohlichen Gehalten festgestellt. Im März 2022 beauftragte Präsident Hakainde Hichilema das Ministerium für Umwelt und Wirtschaft, eine Arbeitsgruppe einzurichten, die sich mit der umfassenden Sanierung in Kabwe befassen und ihn leiten soll. Es besteht die politische Vision, Kabwe zur „Green City“ zu machen. Zu öffentlicher Kritik kam es 2023, weil noch nach einem Jahr keine diesbezüglichen Aktivitäten dieses Ministeriums erkennbar waren.